# TUS Nettlestedt Lubecca
Il TuS N-Lübbecke è una squadra di pallamano maschile tedesca, con sede a Lübbecke.

## Palmarès
- Coppa di Germania: 1

1980-81.
- Coppa delle coppe: 1

1980-81
- City Cup: 2

1996-97, 1997-98.